# Het Scheepvaartmuseum
El Museo Marítimo Nacional (en neerlandés: Het Scheepvaartmuseum, pronunciado /ət ˈsxeːpfaːrtmyˌzeːjʏm/ ) es un museo marítimo en Ámsterdam, capital de los Países Bajos.
El museo tuvo 419 060 visitantes en 2012. Se clasificó como el undécimo museo más visitado de los Países Bajos en 2013. El museo tuvo 300 000 visitantes en 2015. En 2017, el museo recibió 350 000 visitantes.

## Colección
El museo está dedicado a la historia marítima y contiene muchos artefactos asociados con el transporte marítimo y la navegación. La colección contiene, entre otras cosas, pinturas, maquetas, armas y mapas de todo el mundo. Las pinturas representan a oficiales navales holandeses como Michiel de Ruyter y batallas navales históricas. 
La colección de mapas incluye obras de los cartógrafos del siglo XVII Willem Blaeu y su hijo Joan Blaeu. El museo también tiene una copia sobreviviente de la primera edición de la obra de Maximilianus Transylvanus, De Moluccis Insulis, la primera en describir el viaje de Fernando de Magallanes alrededor del mundo. 

## Réplica deAmsterdam
Amarrado fuera del museo hay una réplica del Amsterdam, un barco del siglo XVIII que navegó entre los Países Bajos y las Indias Orientales. La réplica fue construida en 1985-1990.

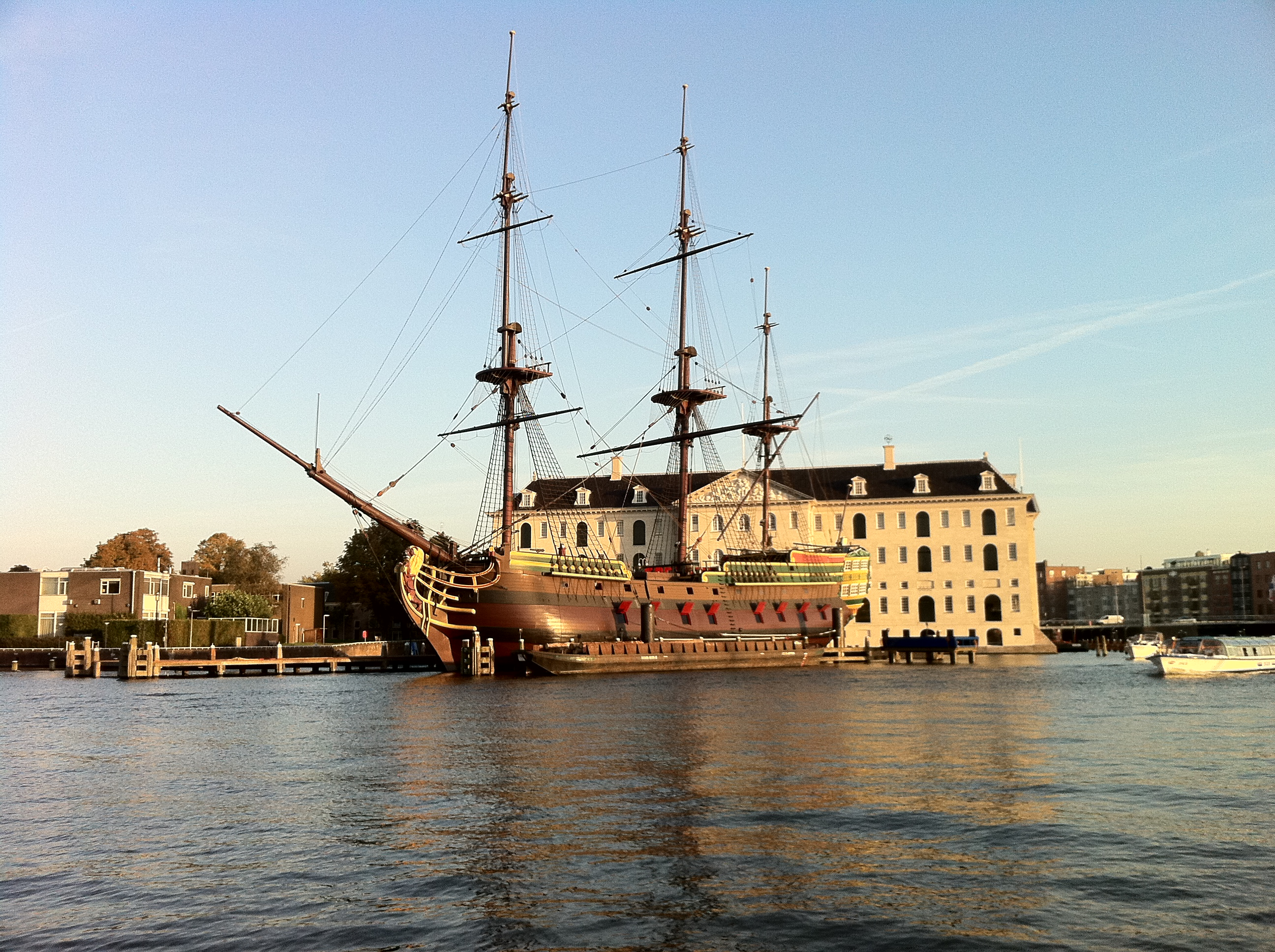
Una réplica de 1990 del Amsterdam está amarrada junto al museo.

## Réplica en China
Una réplica más pequeña del edificio es parte de la aldea holandesa Gaoqiao, una ciudad planificada y un vecindario de la gran comunidad de Pudong, Shanghái, República Popular de China, junto a una réplica de la mansión Hofwijck.

## Historia

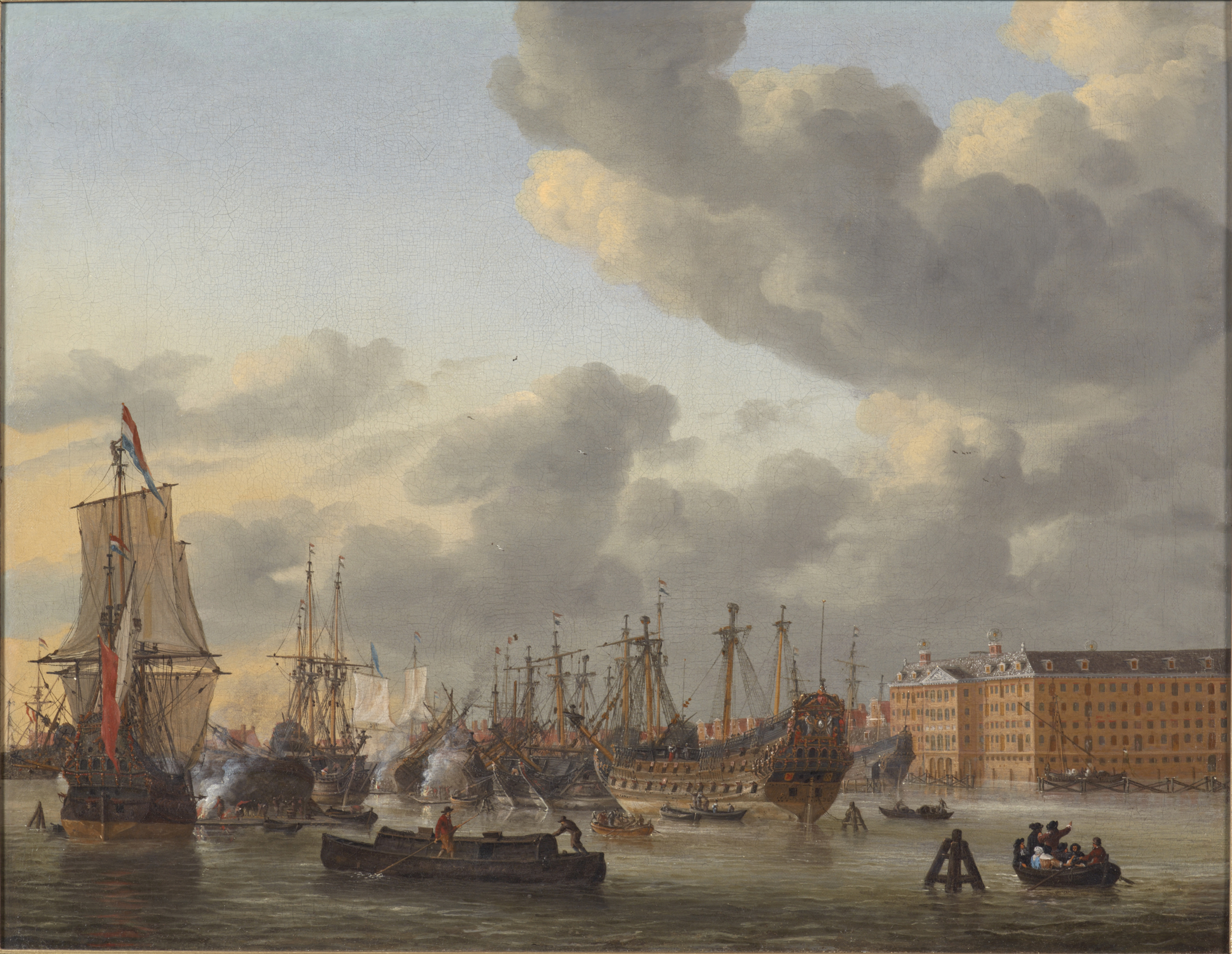
Vista del IJ y el País Arsenal-marino en Amsterdam, 1664 por Reinier Nooms

El museo está ubicado en un antiguo almacén naval, Lands Zeemagazijn o Admiraliteits Magazijn, diseñado por el arquitecto holandés Daniël Stalpaert y construido en 1656. El museo se trasladó a este edificio en 1973.
Después de una extensa renovación en 2007-2011, el museo reabrió sus puertas el 2 de octubre de 2011. 

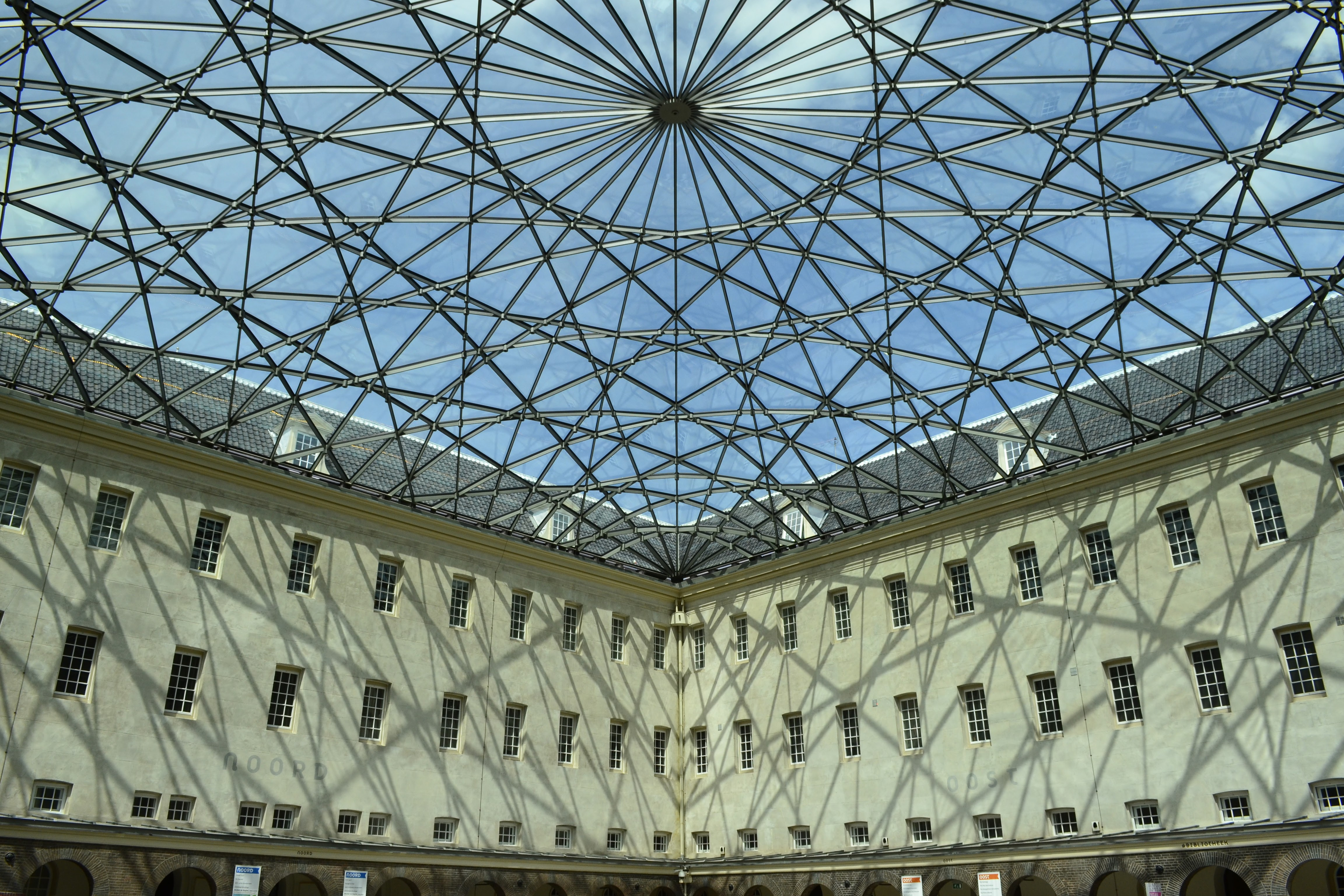
El techo de cristal del patio, inspirado en la rosa de los vientos y las líneas de rumbo de las antiguas cartas náuticas.

## Controversias
En 2013, hubo un tiroteo mortal durante la festividad "Waterfront" en el museo. Durante los siguientes tres meses, el museo no pudo alquilar su espacio.
Después de 2013, el número de visitantes comenzó a disminuir y el director Willem Bijleveld, que había supervisado la renovación de 2011, se marchó después de un mandato de 18 años. El museo fue criticado por haberse vuelto demasiado comercial para una institución cultural y haberse convertido en un parque de atracciones. El "Raad van Cultuur", una junta gubernamental que supervisa la actividad cultural en los Países Bajos y asesora al gobierno sobre los subsidios para los museos, consideró que el Scheepvaartmuseum se había centrado demasiado en el entretenimiento y no lo suficiente en su tarea como museo.
La siguiente directora fue Pauline Krikke, exalcaldesa de Arnhem y miembro destacado del VVD, un partido político de centro derecha que fue socio principal en el segundo gabinete de Rutte. Krikke entró en conflicto con el equipo de gestión del museo y el "Raad van Toezicht" (Junta de Supervisión) debido a una aparente falta de comunicación. Durante un enfrentamiento el 15 de noviembre de 2015, el equipo directivo expresó su falta de confianza en Krikke, quien renunció. El exdirector de la Casa Museo de Rembrandt, Michael Huijser, fue nombrado nuevo director del museo.